# Upeneus filifer
Upeneus filifer es una especie de peces de la familia Mullidae en el orden de los Perciformes.

## Distribución geográfica
Se encuentra al oeste del Pacífico central

## Hábitat
Es un pez de mar.